# 主審
主審（しゅしん）とは、スポーツ競技などの審判員の中で主な判定を下す者を指す。複数の審判員によって構成される審判団の中で、最終的な審判は主審に委ねられる。
各競技によって主審の呼称は異なるが、代表的なものとしてレフェリーとチーフ・アンパイアが挙げられる。
- レフェリー（Referee）- サッカー、ボクシング、アメリカンフットボール等で呼称される。
- チーフ・アンパイア（Chief umpire）- 野球、クリケットなどで呼称される。球審が主審である場合もあるが、球審が必ずしも主審であるとは限らない。現在、日本のプロ野球では責任審判と称している。

- なお、バレーボールにおいては主審が日本語における正式な呼称である。